# Ньепс, Жозеф Нисефор
Жозеф Нисефор Ньепс (фр. Joseph Nicéphore Niépce; 7 марта 1765 — 5 июля 1833) — французский изобретатель, наиболее известен как создатель гелиографии и один из изобретателей фотографии.

## Биография
Родился в городе Шалон-сюр-Сон в Бургундии в аристократической семье. Его отец был советником Людовика XV, мать — Клод Баро — дочерью известного юриста, Антуана Баро. В Шалоне семья располагала большим имуществом. Жозеф учился в колледжах Шалона, Труа и Анже с 1780 по 1788 год ораторскому искусству.
Хотя учёба готовила его к церковной карьере, он в 1792 году предпочёл поменять направленность, вступив в революционную армию и став офицером, принимал активное участие в военных действиях на Сардинии и в Италии. Плохое здоровье вынудило его уйти в отставку.
В 1795 году он поселился в Ницце в качестве государственного служащего и женился на Агнессе Рамеру.
Но через 6 лет он вернулся в родной город к своей матери и братьям. Здесь он начал заниматься своими исследованиями вместе со своим старшим братом Клодом. Первым изобретением был Пиреолофор — двигатель внутреннего сгорания, с помощью которого можно было двигать лодку по Сене.
В 1816 году Ньепс начал работать над получением фотографического изображения. Изначально использовалась серебряная соль, которая чернеет при контакте с дневным светом. Ньепс смог получить негатив, однако при высвобождении серебряной соли из камеры снимок весь почернел. В дальнейшем Ньепс пытался использовать медную или известняковую пластинку, покрытую тонким слоем битума.

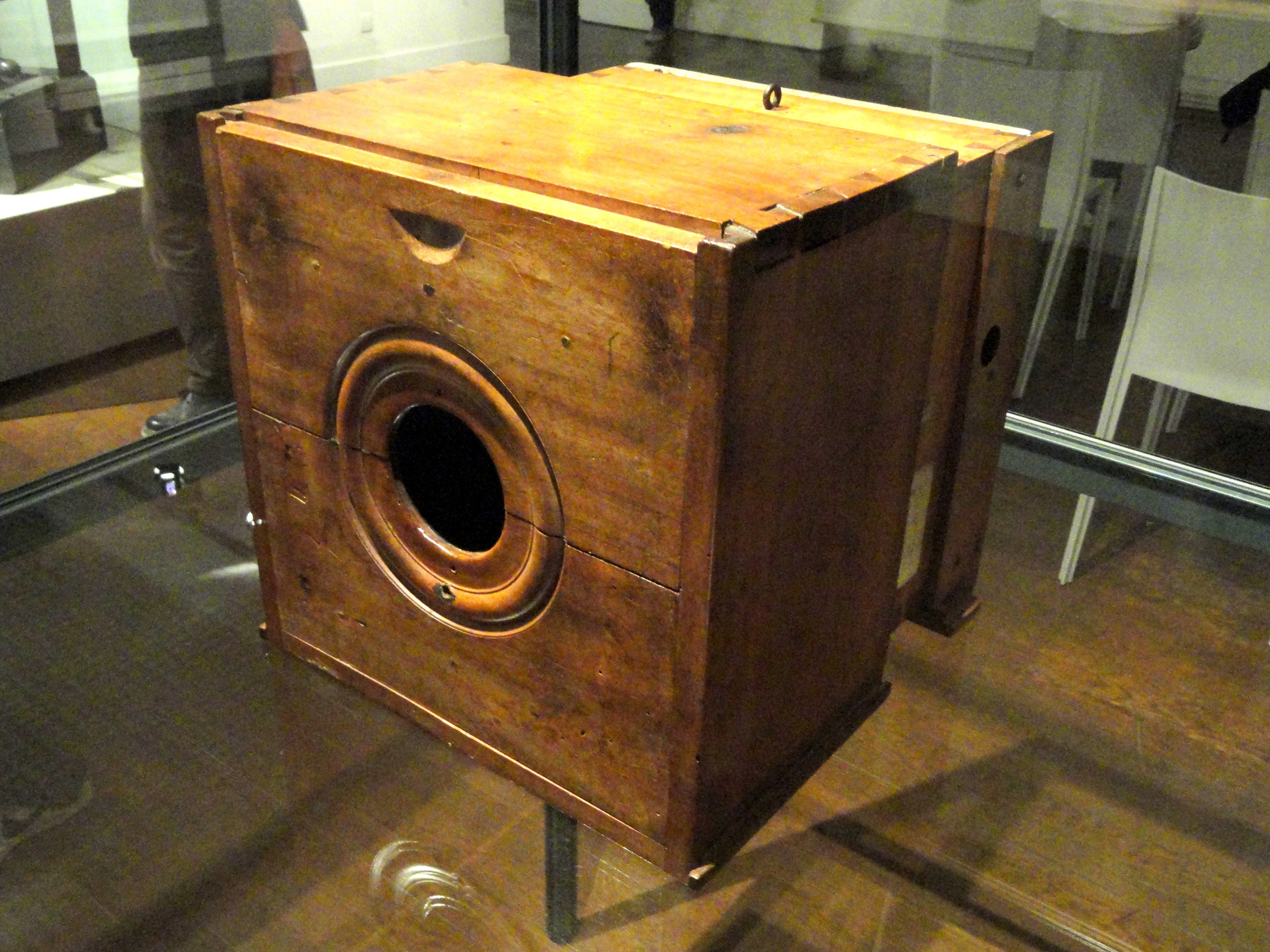
Фотоаппарат Ньепса

Впервые Жозеф Ньепс получил зафиксированное изображение около 1822 года — фото гравюры папы Пия VII, которое не дошло до нас. 
Самая старая из известных нам фотографий — «Вид из окна в Ле Гра» 1826 года, экспозиция которой длилась около 8 часов.

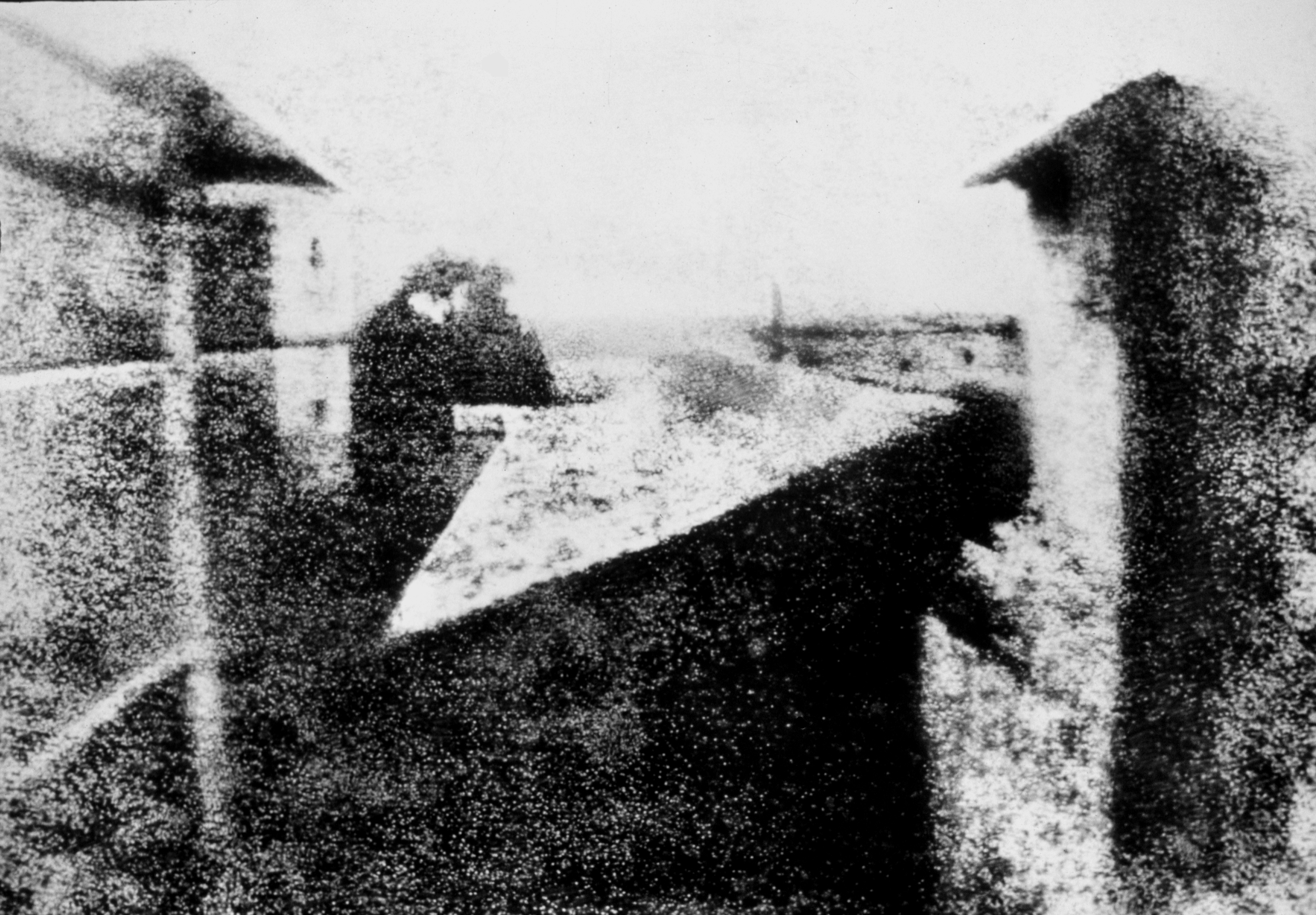
«Вид из окна» — старейшая из сохранившихся фотографий Ньепса, сделана около 1826 г.

В 1829 году 64-летний Ньепс был болен. Он и его старший брат Клод (фр.) истратили все свои деньги, полученные по наследству, на различного рода изобретения, но ни одно не сделало их богатыми. Гелиография стала основным его занятием, и он отдал ей все свои силы.
Умер Жозеф Ньепс в 1833 году.
Сын Жозефа, Исидор Ньепс, продолжил дело отца и дяди, став компаньоном Луи Дагера.

## Память
В 1970 году Международный астрономический союз присвоил имя Ньепса кратеру на обратной стороне Луны.